# Svenska Dagbladet
El Svenska Dagbladet (en español: "El Diario Sueco"), abreviado SvD, es un periódico diario sueco. Su primera edición data del 18 de diciembre de 1884. El Svenska Dagbladet se edita en Estocolmo y cubre las noticias nacionales e internacionales, así como las locales del Área metropolitana de Estocolmo.